# Nephrotoma leeuweni
Nephrotoma leeuweni är en tvåvingeart som beskrevs av Oosterbroek 1985. Nephrotoma leeuweni ingår i släktet Nephrotoma och familjen storharkrankar. Inga underarter finns listade i Catalogue of Life.